# Agnes Petersen

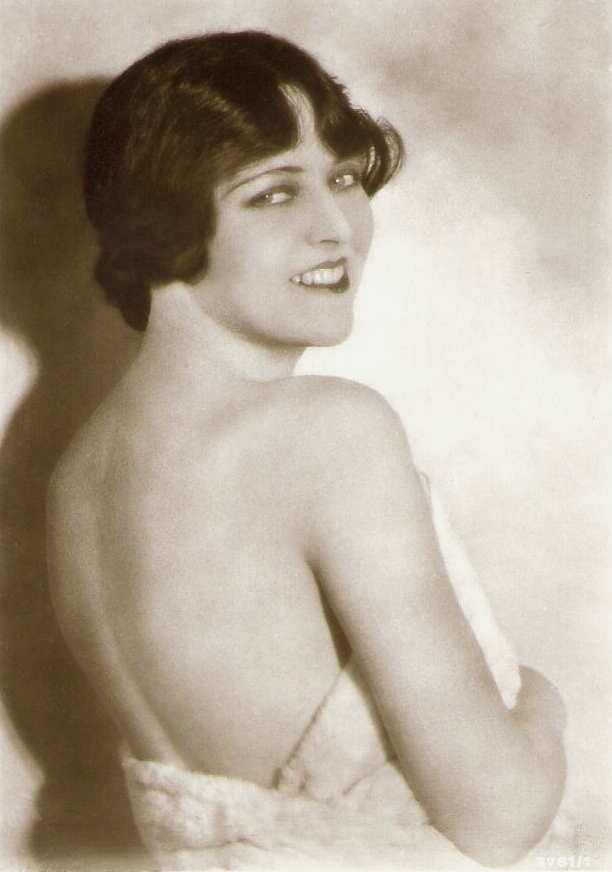
Agnes Petersen auf einer Fotografie von Alexander Binder

Agnes Elisabeth Petersen (* 21. April 1906 in Kopenhagen; † 1. September 1973 in Dänemark) war eine dänische Schauspielerin mit kurzer Karriere beim späten deutschen Stummfilm.

## Leben und Wirken
Die Tochter des Rathausbeamten Fritz Petersen (Jahrgang 1874) und seiner Gattin Thora Christensen (Jahrgang 1876) stieß als Teenager zum Theater und trat zunächst in Komödien auf, mit denen sie auch auf Tournee durch die dänische Provinz ging. Noch in den frühen 1920er Jahren  holte sie der dänische Theaterschauspieler Hilmar Clausen an die Kleinkunstbühne Bonbonieren. Noch keine 18 Jahre alt, wurde Agnes Petersen für den Film entdeckt. Zunächst zumeist mit allerlei Töchterrollen bedacht, spielte die attraktive, dunkelhaarige Künstlerin anfänglich weibliche Hauptrollen in Lustspielen mit dem legendären Komikergespann Pat und Patachon. 
Gemeinsam folgte man 1926 einem Ruf Hans Steinhoffs nach Wien, wo alle drei Dänen, Petersen, Madsen und Schenström, so die Realnamen von Pat und Patachon, ihren ersten deutschsprachigen Stummfilm Schwiegersöhne drehten. Bereits im Jahr darauf fand sich Agnes Petersen in Berlin ein, wo sie weiterhin tragende Rollen in nunmehr deutschen Stummfilmen drehte. Im Herbst/Winter 1927/28 drehte sie in Südfrankreich mit exilrussischen Künstlern den deutsch produzierten Fantasyfilm Geheimnisse des Orients. Dabei lernte Petersen auch den Star unter den belarussischen Filmschaffenden, Iwan Mosjukin, kennen, den sie bereits am 12. März 1928 in Nizza noch vor Abschluss der Dreharbeiten heiratete. Anschließend kehrten beide nach Deutschland zurück und drehten gemeinsam den Abenteuerfilm Der geheime Kurier. Bald darauf, nach ihrer Mitwirkung in einem tschechischen und einem polnischen Film, ließ Agnes Petersen ihre Leinwandtätigkeit allmählich ausklingen.
Sie folgte ihrem Gatten nach Paris, wo sie 1930 in den dortigen Paramount-Studios ihren ersten und einzigen Tonfilm drehte: die schwedische Produktion Den farliga leken. Hier erhielt Agnes Petersen nur noch eine Nebenrolle. Wann genau sie nach Dänemark zurückkehrte – ihr Gatte Mosjukin starb bereits Anfang 1939 nahe Paris – ist derzeit unbekannt. Agnes Petersen-Mosjukin wurde auf dem Kopenhagener Bispebjerg Kirkegård bestattet.

## Filmografie (komplett)
- 1924: Pat und Patachon auf Weltreise (Raske Riviera Rejsende)
- 1924: Pat und Patachon als Müller (Ole Opfinders Offer)
- 1925: Den store magt
- 1926: Schwiegersöhne
- 1927: Die Gefangene von Shanghai
- 1927: Dr. Bessels Verwandlung
- 1928: Frauenarzt Dr. Schäfer
- 1928: Geheimnisse des Orients
- 1928: Der geheime Kurier
- 1928: Sündenfall (Hrích)
- 1929: Rhapsodie der Liebe (Kult ciala)
- 1930: Den farliga leken